# كاخوفكا
كاخوفكا أو كَخُفْكَة هي مدينة ساحلية وميناء على نهر دنيبر في كاخوفكا رايون ‏، مقاطعة خرسون بجنوب أوكرانيا. تستضيف إدارة (Kakhovka urban hromada)، واحدة من (مجتمع إقليمي) في أوكرانيا. عدد السكان يبلغ: 35,400 (تقديرات عام 2021)

## روابط خارجية
- The murder of the Jews of Kakhovka during الحرب العالمية الثانية, at ياد فاشيم website.